# Ilkonsaari, Mäntyharju
Ilkonsaari är en ö i Finland. Den ligger i sjön Korpijärvi och i kommunen Mäntyharju i den ekonomiska regionen  S:t Michel och landskapet Södra Savolax, i den södra delen av landet, 160 km nordost om huvudstaden Helsingfors. Öns area är 19,2 hektar och dess största längd är 0,8 kilometer i nord-sydlig riktning.